# بالماسکه پایانی
"بالماسکه پایانی" (به‌انگلیسی: Final Masquerade) یک ترانه از گروه راک آمریکایی، لینکین پارک است. معنا و مفهوم دقیق این ترانه (بویژه عنوان) حتی توسط انگلیسیزبان‌ها نیز تشخیص داده نشده‌است؛ برخی آن را مربوط به روابط می‌دانند.
نسخه آکوستیک این آهنگ برای دانلود دیجیتال در تاریخ ۱۹ فوریه ۲۰۱۵ منتشر شد.

## خواننده
این ترانه توسط چستر بنینگتون، خواننده اصلی لینکین پارک در آن زمان خوانده شده‌است؛ همچنین بخش‌هایی توسط مایک شینودا و دیوید فارل پشتیبانی شده‌است.

## موزیک ویدئو
موزیک ویدئوی رسمی برای این ترانه توسط مارک پلینگتون کارگردانی شد، در تاریخ ۲۹ ژوئیه ۲۰۱۴ برای نخستین بار در MTV منتشر شد. یک نسخه نماهنگ دیگر نیز برای این ترانه زودتر منتشر شد، که از طریق صفحه فیسبوک رسمی لینکین پارک و در فرمت دانلود دیجیتال در تاریخ ۱۰ ژوئن ۲۰۱۴ عرضه شد.

## دست‌اندرکاران
- چستر بنینگتون - خواننده اصلی
- مایک شینودا - خواننده پشتیبان، گیتار ریتم
- براد دلسون - گیتار لید
- دیوید مایکل فارل - باس، خواننده پشتیبان
- رابر بوردون - درام، ساز کوبه‌ای
- جو هان - سینت سایزر، نمونه‌برداری، برنامه‌ریزی موسیقی